# Josef Johann Meckel

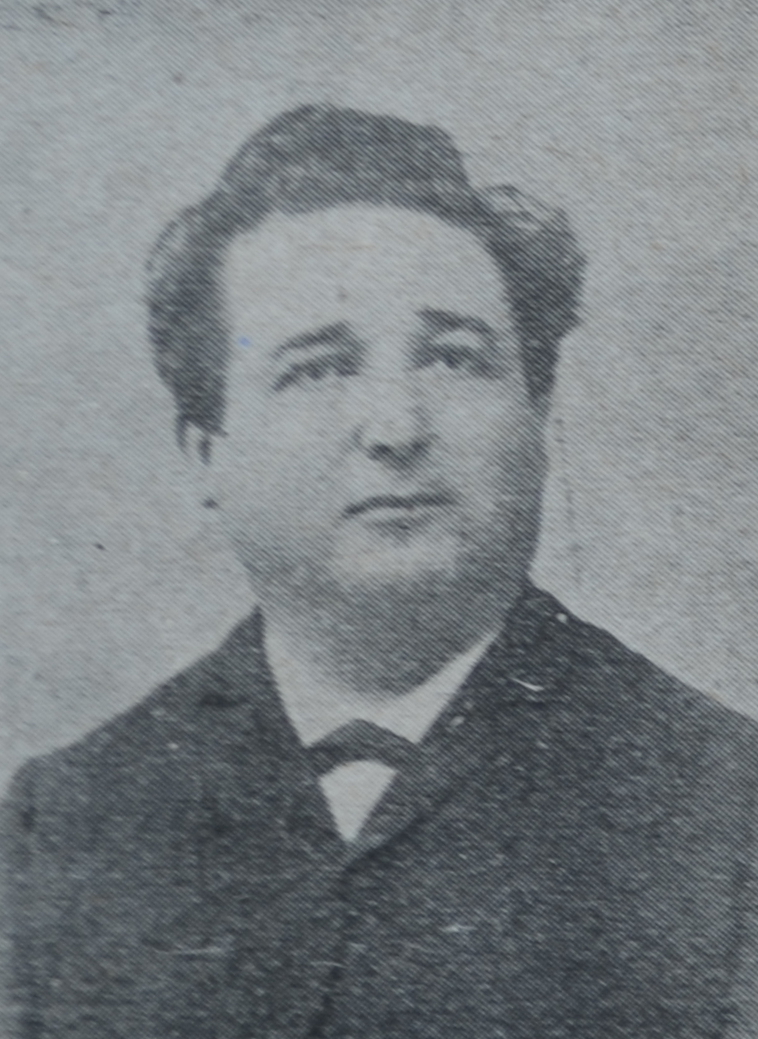
Josef Johann Meckel, 1911

Josef Johann Meckel (* 1845 in Bendenheim; † im 20. Jahrhundert) war ein deutscher Lehrer und Abgeordneter.

## Leben
Meckel besuchte die Vorschule des Lehrerseminars und das Lehrerseminar. Danach studierte er in Straßburg deutsche Literatur und Geschichte. Nach dem Abschluss arbeitete er als Lehrer. 1911 war er Lehrer in Straßburg-Ruprechtsau mit dem Titel Hauptlehrer. 1911 wurde er auf Vorschlag des Bundesrates durch den Kaiser zum Abgeordneten der ersten Kammer des Landtags des Reichslandes Elsaß-Lothringen ernannt. Das Mandat erlosch mit der Reannexion des Reichslandes Elsaß-Lothringen durch Frankreich.